# Nổ xe bồn chở xăng tại Morogoro
Vào ngày 10 tháng 8 năm 2019, một xe bồn chở nhiên liệu đã phát nổ ở Morogoro, Tanzania, khiến ít nhất 75 người thiệt mạng và 55 người khác bị thương. Sự kiện này là một trong những thảm họa lớn nhất của loại này xảy ra ở Tanzania  và được đăng tải trên phương tiện truyền thông xã hội.
Vụ việc xảy ra tại thị trấn Morogoro nằm khoảng 120 dặm về phía tây của thủ đô Tanzania, Dar es Salaam. Theo nhân chứng, một xe bồn chở xăng đã gặp nạn trước đó vào thứ bảy, sau đó người dân địa phương đã tập trung tại địa điểm xảy ra tai nạn để cướp nhiên liệu. Chiếc xe bồn chở xăng phát nổ trong vụ cướp bóc, giết chết 60 người ngay lập tức, kể cả những người ngoài cuộc. Trong một đoạn video quay lại vụ việc, trước khi vụ nổ xảy ra trên mạng xã hội, một số lượng lớn người dân đã được nhìn thấy đang thu thập nhiên liệu trong các thùng chứa màu vàng và can đựng. Đoạn video cũng cho thấy xác chết của các nam thanh niên.
Kênh KBC của Tanzania đưa tin trích dẫn số liệu của cảnh sát rằng hơn 70 người bị thương trong vụ việc và nhiều người đã bị bỏng nặng.

## Vụ nổ
Vụ nổ xảy ra lúc 8:30 sáng giờ Đông Phi, 20 phút sau khi một chiếc xe bồn chở xăng bị lật trong khi cố gắng tránh va chạm với người đi xe máy. Vụ tai nạn xảy ra gần trạm xe buýt Msamvu. Con đường xảy ra vụ tai nạn trên Morogoro kết nối với Dar es Salaam và thường được sử dụng để vận chuyển cả hàng nhập khẩu và xuất khẩu. Các nhân chứng nói rằng một đám đông ít nhất 150 người đã tập trung tại hiện trường. Đám đông bắt đầu thu thập nhiên liệu bằng cách sử dụng can đựng màu vàng  ngay cả khi xe bồn đã bốc cháy. Một đoạn video được đăng tải bởi kênh tin tức địa phương Kwanza TV lên Twitter, cho thấy các nhóm người cố gắng thu thập nhiên liệu xung quanh xe bồn.
Vào lúc 3 giờ chiều giờ Đông Phi, các hoạt động cứu hộ đã kết thúc và tất cả các thi thể đã được đưa ra khỏi hiện trường. Ủy viên cảnh sát khu vực, Steven Kabwe, tuyên bố rằng nhiều người bị bỏng do vụ nổ. Số liệu cảnh sát chính thức báo cáo 64 người chết  và ít nhất 70 người bị thương. Hầu hết các nạn nhân được xác định là tài xế taxi địa phương có mặt tại hiện trường và những người cố gắng hôi của.

## Hậu quả
Sau đó, phát ngôn viên chính phủ Hassan Abbas nói, "các hoạt động cứu hộ kết thúc trước 3 giờ chiều giờ địa phương. Hiện trường đã được phong tỏa và tất cả các thi thể đã được đưa ra khỏi hiện trường vào bệnh viện địa phương để nhận dạng."
Tổng thống Tanzania John Magufuli bày tỏ sự chia buồn cũng như mất tinh thần với hành động của đám đông.